# Kasatkia
Kasatkia és un gènere de peixos de la família dels estiquèids i de l'ordre dels perciformes.

## Distribució geogràfica
Es troba al Pacífic nord-occidental (la badia de Pere el Gran al mar del Japó i les illes Kurils) i el Pacífic oriental central (Califòrnia, els Estats Units).

## Taxonomia
- Kasatkia memorabilis (Soldatov & Pavlenko, 1916)[2]
- Kasatkia seigeli (Posner & Lavenberg, 1999)[9][11][12][13][14][15][16][17]